# Breitling (пилотажная группа)
«Брайтлинг» (фр. Breitling) — частная пилотажная группа, спонсируемая компанией Breitling, выпускающей одноименные часы. Авиагруппа является самой крупной гражданской командой высшего пилотажа в Европе. Базируясь на военной базе во французском Дижоне группа летает на семи учебно-тренировочных самолётах Aero L-39 Albatros.

## История
Группа образована в 2003 году. Лётчики летающие в команде, имеют опыт пилотирования военных самолётов. Группа выступала в разных странах Европы: Франция, Швейцария, Германия, Испания, Великобритания, Португалия, Италия, Чехия, Россия.